# طرد الأرواح الشريرة من البابا
طرد الأرواح الشريرة من البابا (بالإنجليزية: The Pope's Exorcist)‏ هو فيلم رعب خارق للطبيعة أمريكي لعام 2023، من إخراج جوليوس أفيري، وبطولة راسل كرو، ودانيال زوفاتو وأليكس إسو وفرانكو نيرو، وهو مبني على مذكرات آمورث "طارد الأرواح الشريرة"، صدر الفيلم في الهند في 7 أبريل 2023، والولايات المتحدة في 14 أبريل 2023.

## روابط خارجية
- طرد الأرواح الشريرة من البابا على موقع IMDb (الإنجليزية)
- طرد الأرواح الشريرة من البابا على موقع ميتاكريتيك (الإنجليزية)
- طرد الأرواح الشريرة من البابا على موقع روتن توميتوز (الإنجليزية)
- طرد الأرواح الشريرة من البابا على موقع قاعدة بيانات الأفلام العربية
- طرد الأرواح الشريرة من البابا على موقع ألو سيني (الفرنسية)
- طرد الأرواح الشريرة من البابا على موقع فيلمافينيتي (الإسبانية)
- طرد الأرواح الشريرة من البابا على موقع قاعدة بيانات الأفلام السويدية (السويدية)
- طرد الأرواح الشريرة من البابا على موقع قاعدة بيانات الفيلم (الإنجليزية)
- طرد الأرواح الشريرة من البابا على موقع ليتربوكسد (الإنجليزية)